# Vacaria (tiểu vùng)
Vacaria là một tiểu vùng thuộc bang Rio Grande do Sul, Brasil. Tiều vùng này có diện tích 17258 km², dân số năm 2007 là 153860 người.